# Herpsilochmus motacilloides
El tiluchí motaciloide u hormiguerito de vientre cremoso (en Perú)  (Herpsilochmus motacilloides), es una especie de ave paseriforme de la familia Thamnophilidae perteneciente al numeroso género Herpsilochmus. Es endémico de la región andina del centro sur de Perú.

## Distribución y hábitat
Se distribuye en la pendiente oriental de los Andes de Perú, desde Huánuco hacia el sur hasta Cuzco, en el valle de Urubamba.
Dentro de su pequeña zona de distribución, esta especie es considerada poco común a localmente bastante común. Habita en el dosel de selvas húmedas montanas y en sus bordes, entre los 900 y 2100 m de altitud. Prefiere árboles altos y densos, bastante cargados de musgos y epífitas.

## Descripción
Mide 12 cm de longitud y pesa alrededor de 12 g. La larga cola es marcadamente graduada, las plumas rectrices centrales son negras, con estrechas puntas blancas, estas puntas se vuelven progresivamente más anchas hasta que el par de plumas más externo es enteramente de color blanco. El macho tiene la corona y nuca de color negro, el dorso y la rabadilla gris o gris oliváceo, con una pequeña mancha interescapular blanca oculta. Las alas son negras con las plumas bordeadas o con puntas blancas, dando la apariencia de barras blancas. Exhibe una lista superciliar y estría sobre el lorum de color blanco, y una estrecha lista negra desde los lóruns, a través de los ojos y que bordea  los auriculares. Los auriculares y la garganta son pardo amarillento pálido. El pecho y el vientre son amarillo pálido, lavado de gris claro hacia los lados del pecho y flancos. La hembra es similar, pero tiene la frente pardo amarillenta y en la corona, estrías blancas cortas y estrechas; los auriculares y la garganta son blanquecinos. En ambos sexos, el iris es pardo, el pico con la maxila negra y la mandíbula negro azulada y las patas gris azuladas.

## Estado de conservación
Esta especie ha sido calificada como «casi amenazada» por la IUCN, debido a la sospecha de que su población, todavía no cuantificada, irá decaer entre 25 a 30% a lo largo de las próximas tres generaciones como consecuencia de la fragmentación y degradación de su hábitat.

### Amenazas
La especie es considerada sensible a la degradación y fragmentación de los bosques. Con base en modelos de deforestación de su región, se estima que esta especie irá a sufrir una pérdida de hábitat preferencial del orden del 17% de a lo largo de las dichas tres generaciones, o 14 años.

### Acciones de conservación
No se conocen acciones específicas.

## Comportamiento
Usualmente forrajea en pareja, en las altas copas de los árboles, con preferencia por el follaje de las ramas externas. Frecuentemente se junta a bandada mixtas de alimentación de otras aves insectívoras.

### Alimentación
Su dieta consiste de varios tipos de insectoss, posiblemente también de arañas.

### Vocalización
El canto es una serie rápida de notas ricas, en aceleración, que ascienden ligeramente y después caen; típicamente tiene dos o tres notas introductorias, de timbre más alto que el resto del canto. Por ejemplo: «shiu-pii!-pii! krii’i’i!’i!’i’i’i’i’i’rr». Los llamados incluyen un sonoro «chiu».

## Sistemática

### Descripción original
La especie H. motacilloides fue descrita por primera vez por el ornitólogo polaco Władysław Taczanowski en 1874 bajo el mismo nombre científico; localidad tipo «Maraynioc, Junín, Perú».

### Etimología
El nombre genérico masculino «Herpsilochmus» proviene del griego «herpō»: reptar, arrastrarse y «lokhmē»: matorral, chaparral; significando «que se arrastra por el matorral»; y el nombre de la especie «motacilloides», deriva del género Motacilla y del latín «oidēs»: se parece a; significando «que se parece a un Motacilla, debido a su plumaje negro y blanco y larga cola».

### Taxonomía
Anteriormente fue tratada como una subespecie de Herpsilochmus pileatus; junto a esta, forma parte de un clado, llamado «grupo de los hormigueritos de corona negra», que también incluye a H. atricapillus, H. parkeri y a los recientemente descritos H. stotzi y H. praedictus. Es monotípica, o sea, no posee subespecies.